# Radio Antena Brașovului
Antena Brașovului este un post de radio local ce se poate recepționa în Brașov și parțial în Covasna. 
Retransmite postul regional Radio Târgu Mureș cu program special pentru AM incluzând emisiuni în limba maghiară și germană pentru minoritățile etnice. Postul local începe de la 08:00 și 18:00 ținând 1 oră, emisiunile fiind în general de interes local, emisia se încheie cu un mic cântec de nai iar apoi intră știrile Radio Târgu Mureș. Noaptea la ora 22:00 postul regional își încheie emisia pe unde medii și continuă în FM. Se difuzează înainte cu 10 minute Imnul României iar la 22:00 fix stația de emisie de la Bod încheie transmisiunea pe 1197 kHz și o deschide începând cu ora 5:00.

## Program local
Antena Brașovului emite 2 ore pe zi
- 08:00-09:00 – Știri, meteo, sport
- 18:00-19:00 – Știri, meteo, sport